# Acanthogobio
Acanthogobio, manji rod subtropskih riba iz porodice šarana čiji je jedini predstavnik Acanthogobio guentheri iz kineskih rijeka Huang He i Sinin. Opisao ju je 1892. ruski zoolog S. M. Herzenstein.
Acanthogobio guentheri je manja bentopelagijska riba koja naraste maksimalno 20 centimetara a zadržava se na riječnom dnu., i endem je u Kini.
Rodu Acanthogobio nekada su pripisivane i vrste Hemibarbus longirostris (Acanthogobio longirostris Regan, 1908), Hemibarbus labeo (Acanthogobio oxyrhynchus Nikolskii, 1903) i Hemibarbus maculatus (Acanthogobio paltschevskii Nikolskii, 1903) i sve pripadaju potporodici Gobioninae.